# Kanton La Villedieu-du-Clain
Kanton La Villedieu-du-Clain (fr. Canton de la Villedieu-du-Clain) je francouzský kanton v departementu Vienne v regionu Poitou-Charentes. Skládá se z 10 obcí.

## Obce kantonu
- Aslonnes
- Dienné
- Fleuré
- Gizay
- Nieuil-l'Espoir
- Nouaillé-Maupertuis
- Roches-Prémarie-Andillé
- Smarves
- Vernon
- La Villedieu-du-Clain